# Remission (Physik)
Als Remission (von lateinisch remittere zurückschicken) bezeichnet man in der Physik die diffuse (ungerichtete) Reflexion von Wellen, insbesondere von Licht, im Gegensatz zur regulären gerichteten Reflexion, die das Reflexionsgesetz erfüllt. Häufiger wird aber in beiden Fällen von Reflexion gesprochen. Man unterscheidet dann zwischen spiegelnder und diffuser Reflexion.
Das oberflächenbezogene Maß für die Remission ist der Remissionsgrad. Das Verhältnis von remittierter zu eingestrahlter Energie in Prozent nennt man Albedo-Wert.

## Remission von Licht

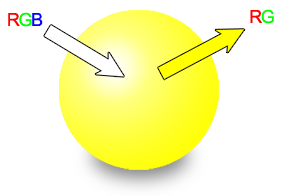
Absorption des blauen Lichtanteils bei Reflexion durch einen gelben Körper

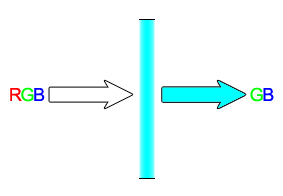
Absorption des roten Lichtanteils bei Transmission durch einen cyanblauen Filter

In der Optik und Reproduktionstechnik spricht man von Remission, wenn ein Körper einen Teil des Lichtspektrums absorbiert (Opazität) und einen Teil des Spektrums transmittiert (transparente Medien) bzw. reflektiert (undurchsichtige Medien).
Nimmt man beispielsweise einen gelben Körper und bestrahlt diesen mit Tageslicht, das das gesamte Lichtspektrum umfasst, so emittiert bzw. reflektiert er den roten und den grünen Lichtanteil, absorbiert aber den Blauanteil. Der Körper wirkt durch die Addition der zurückgeworfenen roten und grünen Lichtanteile gelb.
Ein anderes Beispiel sind Farbfilter. Diese Filter bestehen meist aus gefärbtem Glas und transmittieren nur bestimmte Farbanteile, sind also nur für diese Spektralanteile durchlässig, und absorbieren das Restspektrum. Für einen cyanfarbigen Filter bedeutet das, dass er nur den grünen und blauen Farbanteil von (weißem) Tageslicht durchlässt und den Rotanteil filtert.